# Theodor Liebisch

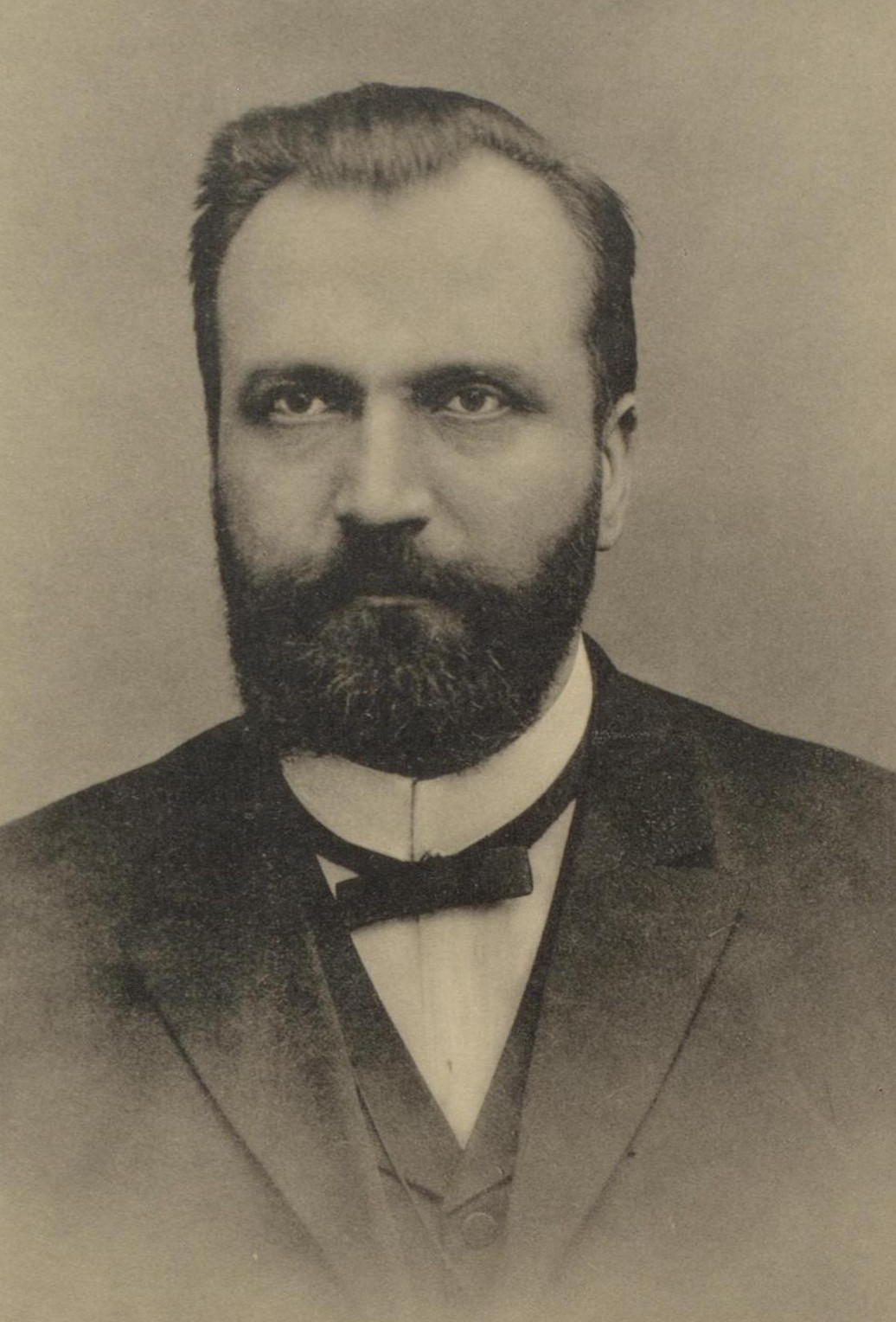
Theodor Liebisch

Wilhelm Gustav Theodor Liebisch (* 29. April 1852 in Breslau; † 9. Februar 1922 in Berlin) war ein deutscher Mineraloge und Kristallograph.

## Leben und Wirken
Theodor Liebisch wurde in Breslau in Geologie mit einer Arbeit über Magmatite in eiszeitlichen, aus Skandinavien stammenden Geschieben promoviert. 1875 war er Kustos am Mineralogischen Museum der Universität Berlin, wo er 1878 Privatdozent für Mineralogie wurde. 1880 war er Professor in Breslau, 1883 in Greifswald und 1884 in Königsberg. 1887 wurde er als Professor nach Göttingen berufen, wo Arnold Sommerfeld zeitweise sein Assistent war. Auch sonst hatte er engen Kontakt zu Physikern, was sich insbesondere aus seinen Forschungen über Symmetrieprinzipien zur kristallographischen Klassifikation von Mineralien ergab. 1891 erschien sein Buch Physikalische Kristallographie in Leipzig. Er untersuchte auch chemisch die Kristallisation von Mineralien (an Mischungen aus Chloriden und Metallen). 1908 wurde er Professor an der Universität Berlin. 35 Jahre lang war er Mitherausgeber des Neuen Jahrbuchs für Mineralogie.
Er war Mitglied der Göttinger Akademie der Wissenschaften und der Preußischen Akademie der Wissenschaften.
Mit dem Mathematiker Arthur Schoenflies und Otto Mügge schrieb er den Artikel Kristallographie in der Enzyklopädie der mathematischen Wissenschaften.
Der Liebisch-Zwilling, eine Zwillings-Kristallbildung, ist nach ihm benannt.
Max Berek promovierte bei ihm.